# 2001 Maniacs
Pour plus de détails, voir Fiche technique et Distribution.
2001 Maniacs est un film américain réalisé par Tim Sullivan, sorti en 2005.

## Synopsis
Pendant le spring break, un groupe d'étudiants fait un détour par une ville du sud des États-Unis. Les habitants de Pleasant Valley insistent pour que les jeunes restent pour le barbecue annuel… mais ils vont vite prendre conscience qu'ils seront sur le barbecue.

## Fiche technique
- Titre : 2001 Maniacs
- Réalisation : Tim Sullivan
- Scénario : Chris Kobin et Tim Sullivan
- Production : Jonathan Bross, David F. Friedman, Eric Miller, Brett W. Nemeroff, Eli Roth, Scott Spiegel, Christopher Tuffin, C. Scott Votaw, Boaz Yakin
- Sociétés de production : BloodWorks, Raw Nerve et Velvet Steamroller Entertainment
- Budget : 3 millions de dollars
- Musique : Nathan Barr
- Photographie : Steve Adcock
- Montage : Michael Ross
- Décors : Lori Mazuer
- Costumes : Wendy Moynihan
- Pays d'origine : États-Unis
- Format : Couleurs - 1,85:1 - Dolby Digital - 35 mm
- Genre : Horreur
- Durée : 87 minutes (1 h 27)
- Dates de sortie : 12 mai 2005 (marché du film à Cannes), 9 juillet 2005 (festival Fantasia, Canada), 21 juin 2006 (sortie vidéo États-Unis)
  - Interdit aux moins de 18 ans lors de sa sortie en France.

## Distribution
- Robert Englund (VFB : Alexandre von Sivers) : Le maire Buckman
- Jay Gillespie (VFB : Philippe Allard) : Anderson Lee
- Marla Malcolm (VFB : Alice Ley) : Joey
- Lin Shaye (VFB : Anne-Marie Cappelliez) : Granny Boone
- Dylan Edrington (VFB : Sébastien Hébrant) : Nelson
- Matthew Carey : Cory Jones
- Mushond Lee (VFB : Arnaud Léonard) : Malcolm
- Brian Gross : Ricky
- Bianca Smith (VFB : Alexandra Corréa) : Leah
- Gina Marie Heekin (VFB : Maia Baran) : Kat
- Giuseppe Andrews (VFB : Frédéric Meaux) : Harper Alexander
- Ryan Fleming (VFB : Grégory Praet) : Hucklebilly
- Peter Stormare (VFB : Daniel Nicodème) : Le professeur Ackerman
- Wendy Kremer (VFB : Béatrice Wegnez) : Pêche Melba
- Cristin Michele (VFB : Dominique Wagner) : Glendora
- Kodi Kitchen (VFB : Delphine Moriau) : Hester
- Brendan McCarthy (VFB : Eric Salomone) : Rufus Buckman
- Adam Robitel (VFB : Christophe Hespel) : Lester Buckman
- Craig Stark (VFB : Philippe Résimont) : Le shérif Friedman
- Travis Tritt (VFB : Martin Spinhayer) : Le pompiste
- Bill McKinney : Le chef
- Isaac C. Singleton Jr. (VFB : Patrick Brüll) : Le boucher
- Christa Campbell : La soubrette au lait
- Kane Hodder : Jason

## Production

### Tournage
Le tournage s'est déroulé du 3 novembre au 1er décembre 2003 à LaGrange, Lumpkin et Westville (en), en Géorgie.

## Bande originale
- The South is Gonna Rise Again, interprété par Herschell Gordon Lewis
- The South Will Rise (Nightmare BBQ Zombie Version), interprété par Johnny Griparic et Brett Nemeroff
- Hey Hey Howdy Howdy Hey, interprété par Johnny Griparic et Brett Nemeroff
- Trouble Came A Knockin, interprété par Tim Sullivan et Johnny Griparic
- There Are Lessons In This World, interprété par Tim Sullivan et Johnny Griparic
- There Once Was A Lassie, interprété par Tim Sullivan et Johnny Griparic
- The Boy Wants His Bitch, interprété par Tim Sullivan et Johnny Griparic
- Pushin' Up Daisies, interprété par Tim Sullivan, Johnny Griparic et Brett Nemeroff
- Granny's Ho Down, interprété par Tim Sullivan et Johnny Griparic
- Groovy G, interprété par The Obvious
- Pain, interprété par Four Star Mary
- 2 Two Way Radio, interprété par The Devil Roosevelt
- Symphonie n° 6 en fa majeur, composé par Ludwig van Beethoven
- Titan Music 6, composé par Brett Nemeroff
- Yer A Fucker, interprété par Susan Said
- Scotic Brother Johnny 1-9, composé par Brett Nemeroff et Johnny Griparic
- Gas Station Girls 1 & 2, composé par Brett Nemeroff et Johnny Griparic
- Sex Montage, composé par Brett Nemeroff et Johnny Griparic

## Autour du film
- Remake du 2000 Maniaques réalisé par Herschell Gordon Lewis en 1964, le film sera suivi par 2001 Maniacs: Field of Screams (en) en 2010.
- Parmi les différents caméos, citons ceux d'Eli Roth (réalisateur de Cabin Fever et Hostel) dans le rôle de Justin (l'homme au chien), Kane Hodder (célèbre Jason Voorhees dans la saga Vendredi 13), Scott Spiegel (scénariste d'Evil Dead 2) dans le rôle d'un ménestrel, Travis Tritt (célèbre chanteur de country) dans le rôle d'un pompiste et enfin, Tim Sullivan, le réalisateur du film, dans celui de Coffin Harry. John Landis (réalisateur de The Blues Brothers et Le Loup-garou de Londres) devait initialement interpréter le professeur Ackerman, mais ses scènes furent finalement supprimées est il fut remplacé par Peter Stormare.
- Tim Sullivan pensant réaliser son film en 2001, il l'avait nommé 2001 Maniacs, tant pour l'année que pour l'incrémentation du titre de la version de 1964, signalant par la même qu'il s'agissait à la fois d'un remake et d'une suite. Malheureusement, la recherche de financements ne fut guère fructueuse et il devra attendre 2003 et sa rencontre avec Eli Roth qui, fort du succès au box-office de son Cabin Fever, venait tout juste de fonder avec quelques amis la société de production Raw Nerve, qui apporte la moitié du budget nécessaire à la réalisation du film[1].
- La scène avec le « duel » au banjo accompagné d'une danse grotesque et la réplique Je l'ai fait couiner comme un porc !, fait directement référence au film Délivrance, réalisé par John Boorman en 1972. Notons également la présence de Bill McKinney, célèbre sodomite animalier dans le film de Boorman, qui interprète ici l'un des maniaques.